# أليا التي بجانبي تهمس بالروسية أحيانا
آليا التي بجانبي تهمس بالروسية أحيانًا(أ) (باليابانية: 時々ボソッとロシア語でデレる隣のアーリャさん، بالروماجي: Tokidoki Bosotto Roshiago de Dereru Tonari no Ārya-san) إختصارًا روشيديري (باليابانية: ロシデレ، بالروماجي: Roshidere) هي سلسلة روايات خفيفة يابانية من كتابة سن سن سن ورسوم "موموكو"، صدرت بالأصل بشكل قصتين قصيرتين أونلاين على موقع نشر مساهمات المستخدمين شوسيتسوكا ني نارو في يومي 6 و27 مايو 2020، ثم تم تبني القصة من قبل شركة كادوكاوا شوتين التي بدأت بنشرها كسلسلة روايات خفيفة مطبوعة منذ فبراير 2021 تحت علامة كادوكاوا سنيكر بونكو [الإنجليزية]، كما حصلت القصة على سلسلة مانغا من قبل المانغاكا "ساهو تيناماتشي" بدأت بالصدور أونلاين على تطبيق وموقع "بوكيت ماغازين" التابع لشركة كودانشا في أكتوبر 2022، كما حصلت على مسلسل أنمي تلفزيوني من إنتاج دوغا كوبو عُرض موسمه الأول بين شهري يوليو وسبتمبر عام 2024.

## القصة
تدور احداث القصة بين أليسا ميخايلوفنا كوجو إختصارًا أليا، هي فتاة في المدرسة الثانوية نصف روسية ذات شعر فضي جمالها ملفت للأنظار أينما تحل، وماساتشيكا كوزي الذي يجلس بجانبها وهو طالب غير نشيط يسهر ليلًا وينعس في المدرسة، كثيرًا ما تشتكي آليا من ماساشيكا، لكن يبدو أنها سرًا تكن مشاعر نحوه، تدلي أحيانًا بتعليقات جريئة نحوه بلغتها الروسية الأم لظنها أن لا أحد يفهمها، دون أن تدرك أن ماساشيكا يفهم اللغة الروسية، وتعليقاتها المفاجئة تجعله في حالة من الذهول دائمًا.

## الشخصيات
ماساتشيكا كوزي (久世 政近، Kuze Masachika)
أداء صوتي: كوهي أماساكي 
البطل الرئيسي في السلسلة، يجلس في المقعد المجاور لأليا، هو شخص دائم الشعور بالنعاس يميل إلى السهر معظم الليالي ويفتقر إلى الحافز أثناء الدروس، عندما تدلي آليا بتعليقات باللغة الروسية يتظاهر ماساشيكا بعدم فهمها، لكنه في الواقع يفهمها سرًا حيث أنه تعلمها من جده لأبيه الذي كان محبًا كبيرًا لروسيا، ومن خلال مشاهدة البرامج التلفزيونية.
يتضح لاحقًا أنه في الأصل وريث عائلة سووه، لكنه تنازل عنه بعد إنفصال والديه لينتقل الى شقيقته الصغرى يوكي، يشعر بالدهشة من مغازلات آليا له باللغة الروسية معتقدًا أنها تفعل ذلك فقط لاستفزازه، لكنه غير مدرك تمامًا أنها في الواقع مغرمة به.

أليسا ميخايلوفنا كوجو (アリサ・ミハイロヴナ・九条، Arisa Mihairovuna Kujō)
(الروسية: Алиса Михайловна Кудзё) / (إختصارًا: آليا)
أداء صوتي: سوميري أويساكا 
آليا طالبة في السنة الثانوية الأولى جميلة وموهوبة، تشتهر بمظهرها وبتصرفها البارد، وُلدت لأب روسي وأم يابانية، أحيانًا تدلي بتعليقات باللغة الروسية، مما يربك المحيطين بها، على الرغم من أنها تحظى بشعبية وتجذب انتباه العديد من الأولاد والبنات في المدرسة، إلا أن آليا بسبب سلوكها البارد، ليس لديها العديد من الأصدقاء وليست ذات خبرة كبيرة في التفاعل الاجتماعي، لكن ذلك يتغير تدريجيًا كلما قضت وقتًا أطول مع زميلها في الصف ماساشيكا، ترفض آليا خمول ماساشيكا، لكنها في الوقت نفسه تبدو مغرمة به، وتغازله باستمرار باللغة الروسية، كما أنها أخت ماريا الصغرى.

يوكي سووه (周防 有希، Suō Yuki)
أداء صوتي: واكانا ماروؤكا
طالبة في السنة الثانوية الأولى تشغل منصب العلاقات العامة في مجلس الطلاب، هي الابنة الكبرى لعائلة سُووه النبيلة ذات السلطة الدبلوماسية المستمرة لعدة أجيال، وأصبحت الوريثة بعد مغادرة ماساشيكا ووالدته للعائلة، هي فتاة صادقة ومباشرة، تستمتع بممازحة ماساشيكا وآليا على وجه الخصوص، في بادئ الأمر تشعر آليا بالغيرة منها لأن يوكي وماساشيكا هما أصدقاء طفولة مقربين، لكن يتبين لاحقًا أن يوكي هي أخت ماساشيكا الصغرى.

ماريا ميخايلوفنا كوجو (マリヤ・ミハイロヴナ・九条، Mariya Mihairovuna Kujō)
(الروسية: Мария Михайловна Кудзё) / (إختصارًا: ماشا)
أداء صوتي: يوكيو فوجيي
شقيقة آليا الكبرى، طالبة في السنة الثاني وعضوة في مجلس طلبة المدرسة.
أيانو كيميشيما (君嶋 綾乃، Kimishima Ayano)
أداء صوتي: سايا أيزاوا
تابعة ليوكي عادة ما تكون صامتة وخالية من التعبيرات، تشغل منصب الشؤون العامة في مجلس الطلبة، في السابق كانت تابعة لماساتشيكا.
ساياكا تانياما (谷山 沙也加، Taniyama Sayaka)
أداء صوتي: إيكومي هاسيغاوا
عضوة في لجنة الآداب العامة، نافست يوكي في السابق بالترشيح لمجلس الطلبة في المدرسة المتوسطة.
تشيساكي ساراشينا (更科 茅咲، Sarashina Chisaki)
أداء صوتي: ماكي كاواسي
طالبة في السنة الثانية ونائبة رئيس مجلس الطلبة، ذات شخصية قوية يخشاها الطلبة بينما تحظى بشعبية بين الطالبات، تهوى رياضة الكيندو.
نونوا مياماي (宮前 乃々亜، Miyamae Nonoa)
أداء صوتي: يوشينو أوياما
طالبة سنة أولى في المدرسة وصديقة ساياكا المقربة.
تويا كينزاكي (剣崎 統也، Kenzaki Tōya)
أداء صوتي: كايتو إيشيكاوا
طالب في السنة الثانية ورئيس مجلس الطلبة.
تاكيشي ماروياما (丸山 毅، Maruyama Takeshi)
أداء صوتي: كوداي ساكاي
هيكارو كيوميا (清宮 光瑠، Kiyomiya Hikaru)
أداء صوتي: تايتشي إيتشيكاوا

## وسائط المشروع

### رواية ويب
قبل نشر الرواية الخفيفة، صدرت في البداية بشكل قصتين قصيرتين على موقع شوسيتيكا ني نارو في يومي 6 و27 مايو 2020، من كتابة سن سن سن لكن في القصص القصيرة الشخصيات والحبكة مختلفة بشكل جذري عن الرواية الخفيفة المنشورة لاحقًا.
في مقابلة له مع مجلة دافينشي [الإنجليزية] اليابانية سنة 2021، صرح الكاتب "سن سن سن" بأنه أراد جعلها في الأصل قصة إيسيكاي حيث تنتقل البطلة الى عالم آخر لا يعرف فيه أحد اللغة اليابانية إلا البطل المنتقل من عالم اخر أيضًا، لكنه تخلى عن الفكرة بعد أن رأى أنه من المتعب تقديم عالم ببيئة جديدة، لهذا قرر جعل القصة في العالم الحقيقي مع جعل البطلة آليا نصف روسية، واختيار هذه الدولة عيانًا يعود الى تأثر الكتاب بجمال النساء الروسيات حسب تعبيره.

### رواية خفيفة
في يونيو 2020 حصل "سن سن سن" على دعوة من مجلة كادوكاوا سنيكر بونكو [الإنجليزية] لإمكانية نشر القصة كعمل مطبوع بكتابته ورسوم "موموكو"، في 22 ديسمبر 2020 أعلن عن نشر القصة تحت علامة كادوكاوا سنيكر بونكو [الإنجليزية] المطبوعة العائدة لدار نشر كادوكاوا شوتين بعد تبنيهم السلسلة، وتم نشر المجلد الأول من الرواية في 27 فبراير 2021، وحتى فبراير 2024 يكون قد نشر للرواية 8 مجلدات مطبوعة ومجلد واحد قصة قصيرة.
| م.  | الإصدار الأصلي | الإصدار الأصلي         | الإصدار الإنجليزي | الإصدار الإنجليزي      |
| م.  | تاريخ الإصدار  | ردمك                   | تاريخ الإصدار     | ردمك                   |
| --- | -------------- | ---------------------- | ----------------- | ---------------------- |
| 1   | 27 فبراير 2021 | ISBN 978-4-04-111118-5 | 22 نوفمبر 2022    | ISBN 978-1-97-534784-0 |
| 2   | 30 يوليو 2021  | ISBN 978-4-04-111119-2 | 21 فبراير 2023    | ISBN 978-1-97-534786-4 |
| 3   | 1 ديسمبر 2021  | ISBN 978-4-04-111955-6 | 23 مايو 2023      | ISBN 978-1-97-536757-2 |
| 4   | 1 أبريل 2022   | ISBN 978-4-04-111956-3 | 17 أكتوبر 2023    | ISBN 978-1-97-536759-6 |
| 4.5 | 29 يوليو 2022  | ISBN 978-4-04-112780-3 | 19 مارس 2024      | ISBN 978-1-97-536761-9 |
| 5   | 1 ديسمبر 2022  | ISBN 978-4-04-112781-0 | 20 أغسطس 2024     | ISBN 978-1-97-538950-5 |
| 6   | 1 أبريل 2023   | ISBN 978-4-04-113544-0 | 10 ديسمبر 2024    | ISBN 978-1-97-538952-9 |
| 7   | 1 سبتمبر 2023  | ISBN 978-4-04-114062-8 | —                 | —                      |
| 8   | 1 فبراير 2024  | ISBN 978-4-04-114592-0 | —                 | —                      |
| 9   | 30 أغسطس 2024  | ISBN 978-4-04-114831-0 | —                 | —                      |

### مانغا
حصلت الرواية على مانغا من تنفيذ المانغاكا "ساهو تيناماتشي" صدرت أونلاين على موقع وتطبيق "بوكيت ماغازين" العائد لدار نشر كودانشا ابتداءً من 29 أكتوبر 2022، نشر مجلد التانكوبون الأول لها في 9 مارس 2023، وحتى أغسطس 2024 يكون للمانغا 5 مجلدات منشورة.
| م. | تاريخ الإصدار | ردمك                   |
| -- | ------------- | ---------------------- |
| 1  | 9 مارس 2023   | ISBN 978-4-06-531091-5 |
| 2  | 8 يونيو 2023  | ISBN 978-4-06-531880-5 |
| 3  | 9 نوفمبر 2023 | ISBN 978-4-06-533550-5 |
| 4  | 9 أبريل 2024  | ISBN 978-4-06-535169-7 |
| 5  | 7 أغسطس 2024  | ISBN 978-4-06-536510-6 |

### أنمي
أعلن يوم 17 مارس 2023 عن حصول العمل على مسلسل أنمي تلفزيوني من إنتاج وتنفيذ ستوديو دوغا كوبو، العمل من كتابة واخراج "ريوتا إيتو"، في تصميم الشخصيات وإخراج الرسوم المتحركة "يوهي موراتا"، وألحان هيروأكي تسوتسومي، وفي الانتاج "ريو كوباياشي"، في البداية حدد موعد العرض الأول للسلسلة في أبريل 2024، لكن بعد التأجيل، تم عرض الموسم الأول من المسلسل بين 3 يوليو و18 سبتمبر من عام 2024 على المحطات التلفزيونية اليابانية على 12 حلقة، تم أداء أغنية مقدمة الأنمي بعنوان النجم الأكثر بريقًا (1番輝く星، Ichiban Kagayaku Hoshi) وأغاني النهاية، حيث لكل حلقة أغنية نهاية مختلفة تمثل إعادة أداء (Cover) لأغاني أخرى معروفة، جميعها من قبل ممثلة الأداء الصوتي سوميري أويساكا عن دورها في شخصية "آليا".
أعلن عن موسم ثاني للأنمي بعد عرض الحلقة الأخيرة منه.
| ر. الإجمالي | العنوان                               | العنوان الأصلي                                            | المخرج                                       | الكاتب       | لوحة قصصية                        | أغنية النهاية (ب)                                                     | تاريخ العرض الأصلي |
| ----------- | ------------------------------------- | --------------------------------------------------------- | -------------------------------------------- | ------------ | --------------------------------- | --------------------------------------------------------------------- | ------------------ |
| 1           | «أليا تهمس بالروسية»                  | ロシア語でデレるアーリャさん Roshiago de Dereru Ārya-san  | ريوتا إيتو                                   | ريوتا إيتو   | ريوتا إيتو                        | إمبراطورية المدرسة (Gakuen Tengoku، 学園天国)                         | 3 يوليو 2024       |
| 2           | «الكثير من أصدقاء الطفولة»            | 幼馴染とは？ Osananajimi to wa?                           | كوكي أوتشينوميا                              | ريوتا إيتو   | ريوتا إيتو                        | لطيف وأعتذر (Kawaikute Gomen، 可愛くてごめん)                         | 10 يوليو 2024      |
| 3           | «والتقى الإثنان»                      | そして二人は出会った Soshite Futari wa Deatta             | دايسكي نيشيمورا                              | ريوتا إيتو   | دايسكي نيشيمورا                   | الكثير من الأفكار (Omoide ga Ippai، 想い出がいっぱい)                 | 17 يوليو 2024      |
| 4           | «فيض المشاعر»                         | 溢れ出す想い Afure Dasu Omoi                              | هيروشي هاراغوتشي                             | ريوتا إيتو   | هيروشي هاراغوتشي                  | هاري هاري يوكاي (Hare Hare Yukai، ハレ晴レユカイ)                     | 24 يوليو 2024      |
| 5           | «قرارات مختلفة»                       | それぞれの決意 Sorezore no Ketsui                         | سونغ مين كيم                                 | ميسوزو تشيبا | سونغ مين كيم                      | أغنية حب صغير (Chiisana Koi no Uta، 小さな恋のうた)                   | 31 يوليو 2024      |
| 6           | «قبلة غير مباشرة إن صح التعبير»       | いわゆるひとつの間接キス Iwayuru Hitotsu no Kansetsu Kisu | ميتسوهيرو أوساكو                             | يوكا يامادا  | هيرواكي يوشيكاوا                  | الكلمة السرية (Himitsu no Kotoba، 秘密の言葉)                         | 7 أغسطس 2024       |
| 7           | «العاصفة آتية»                        | 嵐、来たる Arashi, Kitaru                                 | تاكافومي فوجيي                               | ميسوزو تشيبا | هيرواكي يوشيكاوا                  | قصة الحب مفاجئة (Love Story wa Totsuzen ni، ラブ・ストーリーは突然に) | 14 أغسطس 2024      |
| 8           | «مؤتمر الطلبة»                        | 学生議会 Gakusei Gikai                                    | دايسكي نيشيمورا شوهي فوجيتا                  | ميسوزو تشيبا | ريوتا إيتو                        | تشيـ . ر.ري CHE.R.RY                                                  | 21 أغسطس 2024      |
| 9           | «كوميديا رومانسية بعد تنويم مغناطيسي» | ラブコメのち催眠術 Rabukome nochi Saiminjutsu             | يوكيكو تسوكاهارا أيا إيكيدا شينيتشي فوكوموتو | ميسوزو تشيبا | موي سوزوكي ريوتا إيتو             | العالم ملكي (World is Mine، ワールドイズマイン)                       | 28 أغسطس 2024      |
| 10          | «حفلة ميلاد، بعد تأخير»               | 遅ればせながら、誕生会 Okurebasenagara, Tanjōkai          | سونغ مين كيم                                 | يوكا يامادا  | سونغ مين كيم                      | كوي نو أوتا (Koi no Uta، こいのうた)                                  | 4 سبتمبر 2024      |
| 11          | «مناوشات غير متوقعة»                  | 予期せぬ前哨戦 Yoki Senu Zenshō-sen                       | ميتسوهيرو أوساكو                             | ميسوزو تشيبا | هيرواكي يوشيكاوا ميتسوهيرو أوساكو | كيماغوري رومانتك (Kimagure Romantic، 気まぐれロマンティック)          | 11 سبتمبر 2024     |
| 12          | «تَطلّع للأمام»                         | 前を向いて Mae o Muite                                    | ريوتا إيتو                                   | ريوتا إيتو   | ريوتا إيتو                        | هاناموري (Hanamoyoi، ハナモヨイ)                                      | 18 سبتمبر 2024     |

### كتاب مسموع
حصلت الرواية الخفيفة في البداية على كتاب مسموع أنتج ونشر باليابانية بأداء صوتي من بطولة (سوميري أويساكا بدور آليا ميخايلوفنا كوجو، وكوهي أماساكي بدور ماساتشيكا كوزي) مؤدي الأدوار ذاتهم في الأنمي التلفزيوني.

### لعبة هواتف ذكية
في 17 يوليو 2024، تم الإعلان عن إنتاج لعبة ألغاز للهواتف الذكية بعنوان أليا التي بجانبي تهمس بالروسية أحيانًا حفلة الألغاز (時々ボソッとロシア語でデレる隣のアーリャさん パズルパーティ！، Tokidoki Bosotto Roshiago de Dereru Tonari no Ārya-san Pazurupāti!) على أنظمة أندرويد وآي أو إس، وإنطلق التسجيل المسبق على اللعبة، تم تطوير لعبة الألغاز من قبل شركة Poppin Games Japan.

### أخرى
في يوليو 2021 صدر نموذج يوتيوبر إفتراضي لشخصية آليا للإعلان عن نشر المجلد الثاني من الرواية الخفيفة.

## ردود الفعل
احتلت الرواية المرتبة التاسعة في إصدار 2022 من دليل روايات تاكاراجيماشا [الإنجليزية] السنوي كونو لايت نوفل غا سوغوي! [الإنجليزية] عن فئة البونكوبون، والمرتبة الخامسة بشكل عام بين السلاسل الجديدة الأخرى في ذلك العام. كما احتلت المرتبة الخامسة في فئة البونكوبون في إصدار 2023 من الدليل ذاته.
في جوائز الروايات الخفيفة لعام 2021، حصلت السلسلة على المرتبة الأولى في فئة اختيار أمين المكتبة، كما احتلت المرتبة الثانية في فئة النشر الإلكتروني، والتاسعة في الفئة العامة.
بحلول أبريل 2022، كانت السلسلة قد بيع منها 500,000 نسخ مطبوعة، وفي أغسطس 2024، تم الإعلان عن أن السلسلة أصبحت الأولى التي تصل إلى خمسة ملايين نسخة مطبوعة في تاريخ قصص الكوميديا الرومانسية الخاصة بعلامة كادوكاوا سنيكر بونكو [الإنجليزية] المطبوعة.

## الجوائز والترشيحات
| قائمة الجوائز والترشيحات | قائمة الجوائز والترشيحات | قائمة الجوائز والترشيحات    | قائمة الجوائز والترشيحات | قائمة الجوائز والترشيحات | قائمة الجوائز والترشيحات |
| السنة                    | الجائزة                  | الفئة                       | المستلم                  | النتيجة                  | م.                       |
| ------------------------ | ------------------------ | --------------------------- | ------------------------ | ------------------------ | ------------------------ |
| 2025                     | جوائز كرانشي رول للأنمي  | أفضل أداء صوتي - الإنجليزية | سارة ناتوشيني            | رُشِّح                      | [ 63 ]                   |

## هوامش
- أ: تمت ترجمة العنوان عن الأصلي باللغة اليابانية مباشرةً.
- ب: عنوان الأغنية مقتبس عن نصوص الحقوق الظاهرة خلالها.

## طالع أيضًا
- أنمي
- كاغويا ساما: الحب حرب
- أنا أصد كل شيء
- التوأم الخماسي المتماثل
- إطار الفشل (رواية خفيفة)

## روابط خارجية
- الصفحة الرسمية لرواية الويب على موقع شوسيتسوكا ني نارو (باليابانية).
- الصفحة الرسمية للرواية الخفيفة (باليابانية).
- صفحة المانغا الرسمية (باليابانية)
- الموقع الرسمي للأنمي (باليابانية)
- أليا التي بجانبي تهمس بالروسية أحيانًا (رواية خفيفة) في شبكة أخبار الأنمي